# Dabbawallah

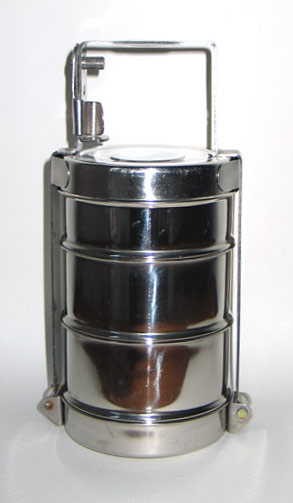
Une dabba à repas.

Le dabbawallah ou dabbawala — de dabba, « boîte » et wallah, « celui qui fait » —, ou encore tiffin wallah, — tiffin, argot anglais pour « lunch » —, est un livreur de repas faisant partie d'un système sans équivalent, basé à Bombay en Inde. Bien que la profession de dabbawallah semble a priori d'une grande simplicité, la logistique appliquée dans cette entreprise est complexe et précise.

## Description
Ce système, apparu en 1890, permet notamment d'acheminer sur leurs lieux de travail le repas que les épouses ont concocté dans leur cuisine pour leur mari. La raison principale de la popularité de ce système réside dans le fait qu'un repas fait maison est une garantie pour le client du respect des prescriptions alimentaires liés à sa caste et à sa religion. Dans ce cas, il existe une certaine aversion des Indiens à utiliser les systèmes de restauration rapide qui sont susceptibles de ne pas respecter leurs prescriptions. 

### Fonctionnement

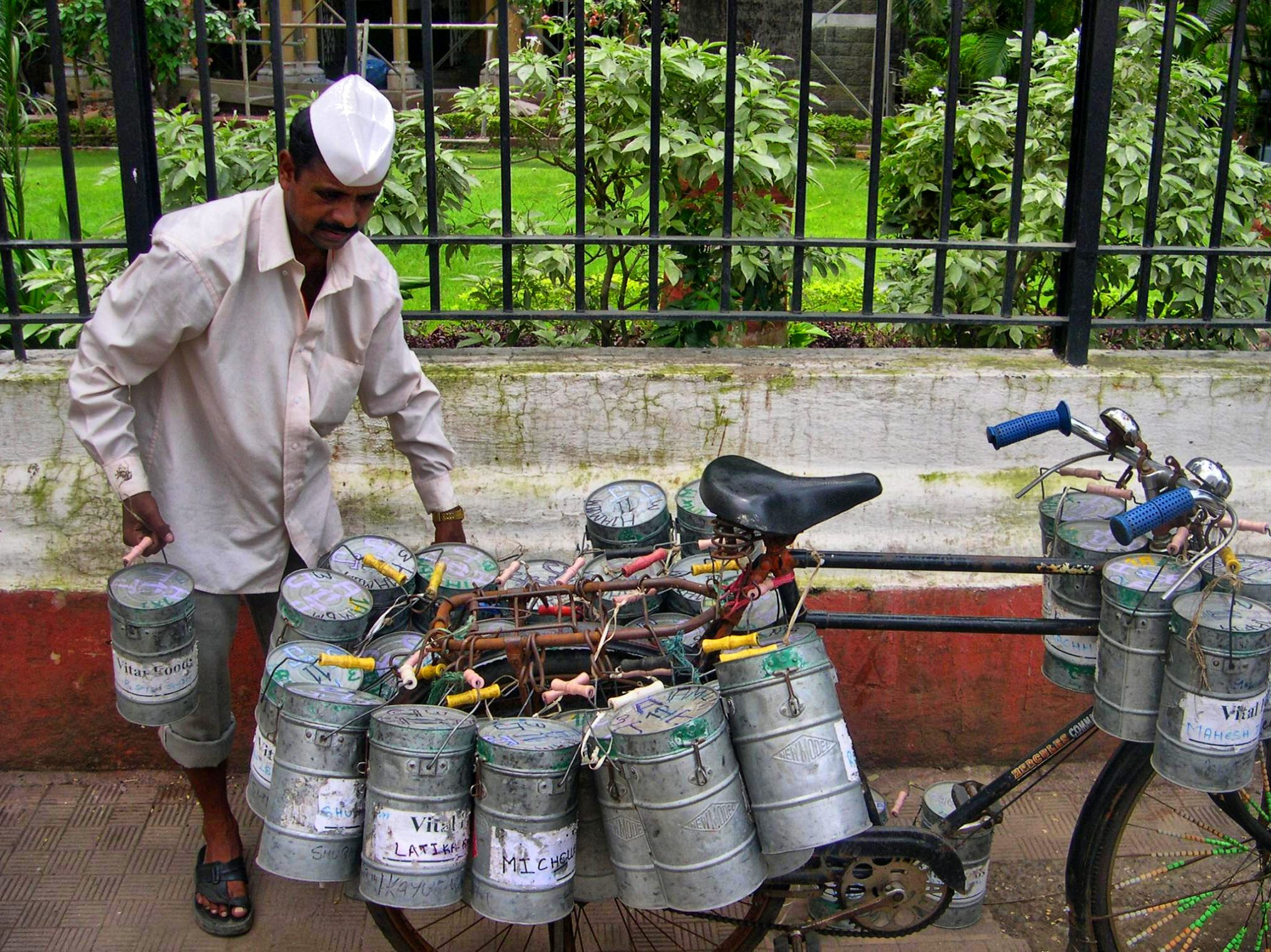
Un dabbawallah.

Le dabbawallah récupère d'abord la dabba contenant le repas au domicile de la famille. Les boîtes sont alors identifiées avec un code spécifique constitué  de couleurs et de lettres permettant aux indiens illettrés de le comprendre facilement : chaque boîte reçoit ainsi une inscription avec l'adresse de livraison et la gare de débarquement. À chaque livreur est assigné un secteur de la ville qu'il connait parfaitement et qui lui permet de choisir un itinéraire alternatif en cas de besoin afin d'assurer une efficacité constante et rapide du service.
L'ensemble des boîtes ainsi rassemblées dans la gare de départ la plus proche sont triées en fonction des gares de destination et  regroupées sur des palettes en bois, lesquelles sont mises dans les trains de banlieue qui parcourent l'agglomération de Bombay (le service ferroviaire forme alors un maillon essentiel dans l'organisation et serait même en partie à l'origine de la demande). Les palettes de boîtes ainsi débarquées au fur et à mesure de leur gare de destination sont prises en charge par à un dabbawallah local, qui livre aussitôt chacune des dabba à l'adresse correspondante,. 
Après le déjeuner, les boîtes vides sont rassemblées et renvoyées au domicile de leur propriétaire selon le même système. 
Tout ceci se fait pour une somme modique permettant à un dabbawallah de percevoir seulement entre 400 et 500 roupies par mois, soit entre 5 et 7 euros.
Les boîtes sont distribuées avec une telle précision que le taux d'erreur est estimé à 1 pour 16 millions. Cette fiabilité a conduit un journaliste du magazine Forbes à la comparer à la méthode de management Six Sigma de Motorola (3,4 erreurs par million d'opérations).[Information douteuse]
Le service continue à fonctionner au plus fort de la mousson lorsque l'activité économique est désorganisée du fait des conditions climatiques contraires.
Les dabbawallah locaux opérant aux extrémités de la chaîne (perception et distribution) sont connus personnellement de leurs clients, ce qui génère un fort climat de confiance entre eux.
On estime que 5 000 dabbawallah approvisionnent jusqu'à 130 000 clients par jour, soit plus de 260 000 livraisons en six heures, et ce six jours par semaine, 52 semaines par an (moins les vacances).

## Ledabbawallahdans la culture
Le scénario du film de Ritesh Batra The Lunchbox (2013) est construit autour du quiproquo résultant d'une des rarissimes erreurs de ce système de distribution unique au monde.
En 2012 l’émission Top Gear UK lors de son Top Gear Spécial tenta de révolutionner le système de livraison des dabbawallah.